# Udagawa Yōan

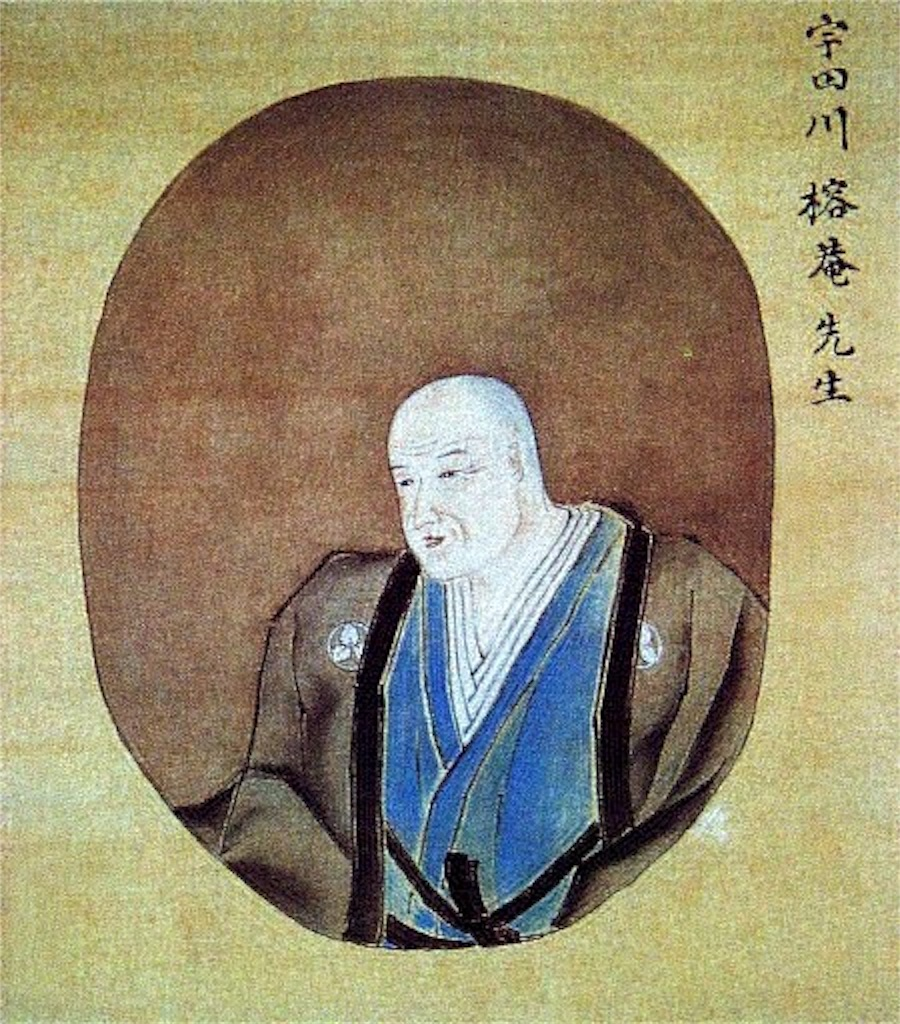
Udagawa Yōan

Udagawa Yōan (japanisch 宇田川 榕菴; * 9. März 1798 in Edo; † 22. Juni 1846) war ein japanischer Chemiker und Botaniker.

## Leben
Udagawa kam aus einer Gelehrtenfamilie, war der Adoptivsohn von Udagawa Shinsai (1769–1834), Leibarzt des Fürsten (Daimyō) von Tsuyama und begann 1815 westliche Wissenschaften zu studieren (Rangaku), und studierte nach seinem Sprachenstudium vor allem Medizin, Botanik und Chemie, wobei er sich wie damals in Japan üblich niederländischer Bücher bediente (damals durften nur Chinesen und Niederländer das Land betreten, das zu Lebzeiten von Udagawa sehr isoliert war). Dabei wurde er auch mit den Lehren des französischen Begründers der modernen Chemie Antoine-Laurent Lavoisier bekannt, insbesondere seine Lehre von der Oxidation und seine chemische Nomenklatur. Das schlug sich in seinem Lehrbuch über Chemie von 1837 nieder (Seimi Kaisō, Einführung in die Chemie, 7 Bände, Edo/Tokio: Seireikaku), dem ersten japanischen Chemielehrbuch. Ein Großteil des Inhalts war anwendungsorientiert, zum Beispiel in Hinblick auf die Glasherstellung. Mit selbst gebauten einfachen Apparaten (darunter eine Voltasche Säule) wiederholte er die Experimente. Er untersuchte Mineralquellen und wandte die galvanische Elektrizität in der Medizin an. Von ihm stammt ein großer Teil der chemischen Bezeichnungen im Japanischen, insbesondere übersetzte er Chemie aus dem Niederländischen als Seimi.
Er schrieb auch Botanik-Lehrbücher (1822, 1833).

## Galerie

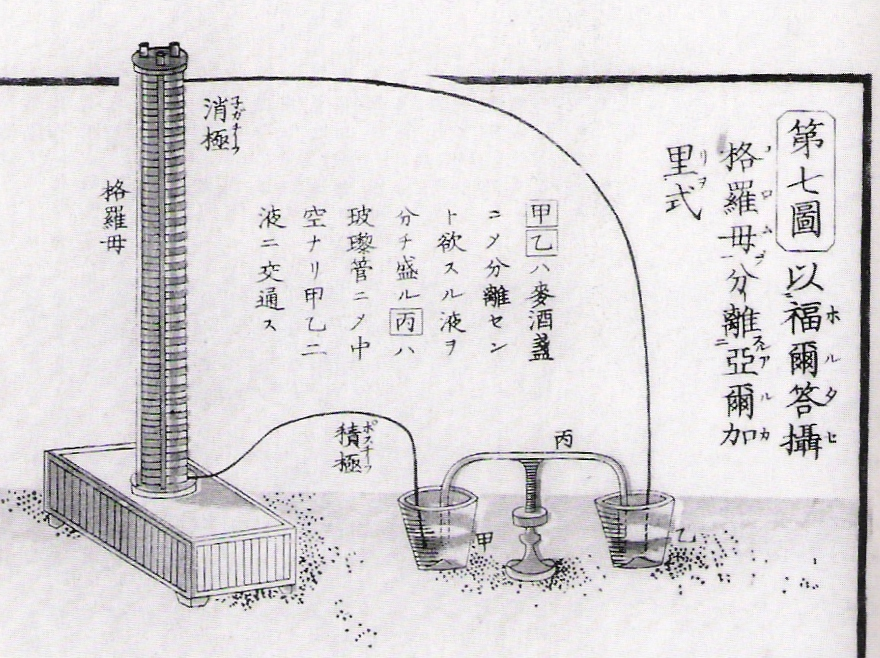
Beschreibung der Voltaschen Säule in seinem Lehrbuch
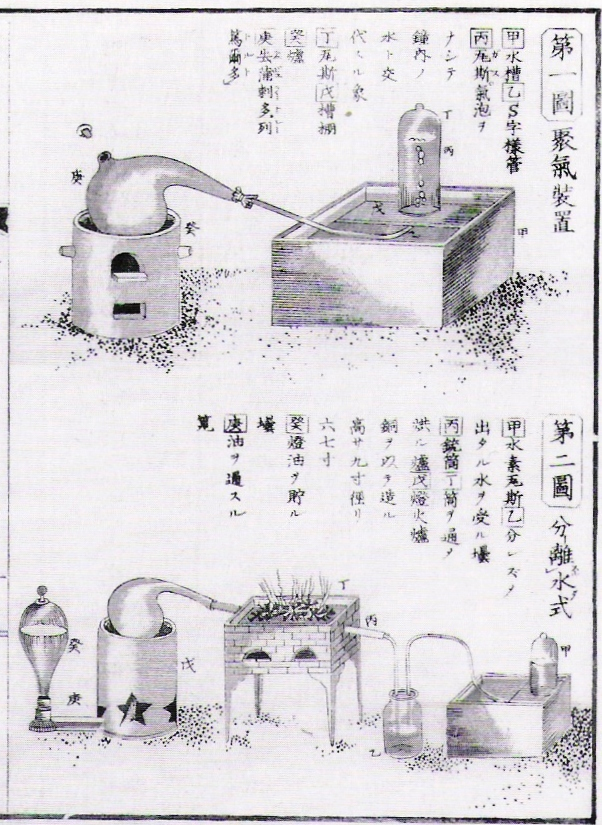
Chemische Experimente in seinem Lehrbuch